# Nellagottine
Nellagottine /Nne-lla-go'tinné, "People of the End of the World", / jedna od nekoliko skupina i plemena Indijanaca-Zečje-Krzno, koji su živjeli na jezeru Simpson (Lake Simpson) i duž rijeke Anderson u Kanadi. Prema nekim autorima miješali su se s Kutchinima s kojima su dolazili u kontakt, te su nazivani i imenom Bastard Loucheux.